# Rhinoclemmys rubida
Rhinoclemmys rubida is een schildpad uit de familie Geoemydidae. De soort werd voor het eerst wetenschappelijk beschreven door Edward Drinker Cope in 1870. Oorspronkelijk werd de wetenschappelijke naam Chelopus rubidus gebruikt. Later werd de soort aan de geslachten Emys, Nicoria, Geoemyda en Chelopus  gerekend. De schildpad is hierdoor in de literatuur onder verschillende wetenschappelijke namen bekend. 

## Uiterlijke kenmerken
De wetenschappelijke soortnaam rubida betekent 'dieprood' en slaat op de roodbruine schildkleur, het buikschild is geel tot oranje met een bruine tot oranje omgeving van de middennaad. De maximale schildlengte is ongeveer 23 centimeter. De kop is donkerbruin van kleur, met een duidelijk zichtbare, onregelmatige hoefijzer-vormige vlek op de bovenzijde van de kop. Aan weerszijden van de kop zijn enkele gele lengtestrepen aanwezig. De voorzijde van de voorpoten dragen vergrote, rode tot gele schubben, tussen de tenen zijn relatief kleine zwemvliezen aanwezig.

## Algemeen
Rhinoclemmys rubida is endemisch in Mexico, en komt voor in de westelijke kuststrook van het land. De habitat bestaat uit met struiken begroeide hellingen en laaglanden. Over de biologie en levenswijze is weinig bekend, de schildpad leeft waarschijnlijk van voornamelijk plantaardig materiaal.

## Ondersoorten
Er worden twee ondersoorten erkend, die verschillen in het uiterlijk en het verspreidingsgebied. 
- Ondersoort Rhinoclemmys rubida rubida
- Ondersoort Rhinoclemmys rubida perixantha